# Джон Форсайт (політик)
Джон Форсайт (англ. John Forsyth, 22 жовтня 1780, Фредериксберг, Вірджинія — 21 жовтня 1841, Вашингтон, Округ Колумбія) — американський державний діяч. Сенатор. У 1832—1833 роках був головою сенатського Комітету з міжнародних відносин. 13-й державний секретар США (1834—1841).

## Життєпис
Народився в місті Фредериксберг (Віргінія). Його батько, Роберт Форсайт, був першим американським маршалом; він був убитий під час виконання своїх службових обов'язків у 1794 році. У 1799 році Джон Форсайт закінчив Принстонський університет і влаштувався працювати адвокатом. Одружився з Кларою Мейгз, дочкою Джозайя Мейгза, у 1801 або 1802 році. Один з його синів, Джон Форсайт-молодший, в майбутньому став редактором газети.
Форсайт працював в Палаті представників США (1813—1818; 1823—1827 рр.), Сенаті (1818—1819; 1829—1834). З 1827 по 1829 рік був 33-м губернатором Джорджії. З 1834 по 1841 рік — Державний секретар США. Вважається послідовником Ендрю Джексона; також критично ставився до митної кризи в 1832 році. У нагороду за свої зусилля він був призначений держсекретарем США. Форсайт підтримував рабство і сам був рабовласником.
Форсайт помер за день до свого 61-го дня народження в Вашингтоні і був похований на кладовищі Конгресу.